# Christopher Gabardi
Christopher Gabardi (nacido el 25 de julio de 1969) es un actor australiano. 

## Carrera
Asistió al Wesley College, Melbourne (fue capitán de la escuela en 1987) antes de graduarse del Instituto Nacional de Arte Dramático (NIDA) de Australia con una licenciatura en Artes Escénicas (actuación) en 1991. Es mejor conocido por su papel del Dr. Vincent Hughes en el drama televisivo australiano All Saints y el papel protagónico en la comedia Newlyweds. Gabardi también narra la serie de televisión fáctica Medical Emergency.
También ha interpretado al padre Flynn en la producción de Doubt de Sydney Theatre Company con gran éxito de crítica. Ha sido nominado a los premios Helpman Award y Green Room por papeles en producciones de la Melbourne Theatre Company.
Después de cuatro años, Gabardi dejó All Saints y comenzó la empresa de pedidos en línea 'MunchMonitor', a la que clasifica como "una manera fácil para que los padres y los estudiantes hagan pedidos en línea en los comedores escolares, tiendas de uniformes y en otros servicios escolares".

## Vida personal
Gabardi se casó con su esposa Hali en 2003 y es padre de dos hijos: Luca y Mila.

## Filmografía
- All Saints como Vincent Hughes[1]
- Stingers como Dawson Lynch y Rick Fairchild
- Marshall Law como David
- The Secret Life of Us como Jack
- State Coroner como Daniel Ferris
- Blue Heelers como Brett Alcott
- The Thorn Birds: The Missing Years como Padre Angelo
- Snowy River: The McGregor Saga como Tuck
- Newlyweds como Peter Roberts[2]
- Hey Dad..! como Steve
- My Pet Dinosaur como Fred Tansy[3]